# Plättli Zoo
Koordinaten: 47° 33′ 38″ N, 8° 54′ 57″ O; CH1903: 711171 / 268806
Der Plättli Zoo ist ein kleiner, privat betriebener Zoo oberhalb von Frauenfeld im Kanton Thurgau. Er beherbergt 200 Tiere von etwa 50 verschiedenen Arten.

## Geschichte
Walter Mauerhofer sen. (1920–2002) und seine Frau Elisabeth gründeten 1958 den Plättli Zoo. Bereits 1960 zogen die ersten Löwen in den Zoo ein.
Damals handelte es sich beim Plättli Zoo um ein Ausflugsrestaurant mit angrenzendem Landwirtschaftsbetrieb.
Mauerhofers weltweit grösste Löwenschau steigerte in den 1980er Jahren die Bekanntheit des Zoos. In den 1990er Jahren wurden die Tierdressuren aus kommerziellen Gründen eingestellt.
1993 übernahmen Elisabeth und Walter Mauerhofer jr. den Zoo in der 2. Generation. Nach 2000 wurden verschiedene neue Tieranlagen gebaut. Mit der Anstellung des im Zoo ausgebildeten Tierpflegers Christoph Wüst als Betriebsleiter seit 2015 ist die Nachfolge des Inhabers Mauerhofer geregelt.